# Valérie Gelézeau
Valérie Gelézeau, née en 1967 à Paris, est une géographe française spécialiste des Corées.

## Biographie
Valérie Gelézeau naît à Paris en 1967, mais les premières années de sa vie se déroulent à l'étranger, au gré des postes de son père : Algérie, Allemagne et Suisse. Enfant, elle passe ses vacances d'été en camping-car à visiter la France et découvrir les voyages maritimes à la voile avec son arrière-grand-père marin à l'île de Ré. Cette enfance structure sa vocation de géographe.
Après une hypokhâgne au Lycée Louis-le-Grand, elle entre à l'ENS en 1988 et obtient l'agrégation en 1991. Durant ses études, elle est influencée par Gilles Sautter, Augustin Berque, Pierre Gourou et Jacques Brun pour les villes. La rencontre avec Marianne Bastid-Bruguière et Jean-Robert Pitte lui fait choisir le sujet de la ville à Séoul, en thèse. 
En 1999, elle est nommée maîtresse de conférences en géographie à l’université de Marne-la-Vallée puis en 2008 à l'EHESS. Depuis 2019, elle dirige le laboratoire Chine Corée Japon (UMR 8173 CNRS-EHESS),.

## Travaux
Valérie Gelézeau travaille lors de sa thèse sur le développement des grands ensembles (tanji) en Corée du Sud et obtient son doctorat en 1999 sous la direction de Jean-Robert Pitte. Elle démontre que les grands ensembles coréens ne se sont pas uniquement développés en raison de la densité démographique. Ils sont aussi un outil de modernisation économique qui a permis l'essor d'un secteur du bâtiment et, sur le plan social, a entrainé le développement de la classe moyenne. En Corée du Sud, vivre dans un grand ensemble, même standardisé, est un signe de réussite sociale. Leurs habitants en sont souvent propriétaires. Ses travaux portent un autre éclairage sur les grands ensembles français où ils sont synonymes d'espace de relégation. Les grands ensembles sont vus comme la cause de la crise du lien social alors qu'ils n'en sont pas les seuls responsables. Pour Valérie Gelézeau, la ville est le produit d'un contexte politique, social et économique qui dépasse les éléments de déterminisme par la forme urbaine.  
L'originalité de cette recherche est récompensée par une médaille de bronze du CNRS en 2005. L'ouvrage tiré de sa thèse, Séoul, ville géante, cités radieuses est récompensé en 2003 par le prix Francis Garnier de la Société de Géographie. Il est traduit en coréen et obtient le prix coréen du ministère de la Culture, du Sport et du Tourisme avec la mention « référence recommandée » (usu kyoyang tosŏro) en sciences sociales. 
En 2006, elle est sélectionnée par l'Institut universitaire de France pour la qualité de ses travaux. Elle décroche la même année un projet ANR jusqu'en 2008 sur les interfaces entre la Corée du Sud et la Corée du Nord, ce qui la conduit à travailler sur les deux pays et sur l'effet frontière dans les régions limitrophes. La qualité scientifique du colloque qui découle de l'ANR, les compétences professionnelles de Valérie Gelézeau et l’originalité de sa thématique de recherche sont récompensés par le prix culturel France-Corée en faveur d’une meilleure connaissance de la culture coréenne. 
Spécialiste des Corées, elle est sollicitée par les médias comme Le Monde, Libération, France culture, Le Nouvel observateur, Gukjenews ou Daejonilbo et rédige plusieurs fiches pour l'Encyclopædia Universalis. 

## Récompenses et distinctions
- Prix culturel France-Corée en 2008[8] ;
- Prix coréen du ministère de la Culture, du Sport et du Tourisme en 2007[8] ;
- Membre de l’Institut universitaire de France en 2006[9] ;
- Médaille de bronze du CNRS en 2005[1] ;
- Prix Francis Garnier de la Société de géographie en 2003[18].

## Publications

### Ouvrages
- Valérie Gelezeau, Benjamin Joinau, Faire du terrain en Corée du Nord, L'atelier Des Cahiers, 13 juillet 2021 (ISBN 1091555516)
- Valérie Gelezeau, Benjamin Joinau, Urbanités coréennes, L'atelier Des Cahiers, 26 septembre 2017, 1091555338 p.
- (en) Valérie Gelézeau, Koen De Ceuster, Alain Delissen, De-Bordering Korea: Tangible and Intangible Legacies of the Sunshine Policy, Routledge, 2013, 256 p. (ISBN 9781138851856)
- Valérie Gelézeau, Atlas de Séoul, Atlas Megapoles, 1er octobre 2011 (ISBN 2746715384)
- Valérie Gelézeau, Séoul, ville géante, cités radieuses, Asie Orientale, mars 2003, 292 p. (ISBN 2271060850)

### Articles scientifiques
- (en) Valérie Gelézeau, « The Inter-Korean Border Region–'Meta-Border 'of the Cold War », The Ashgate Research Companion to Border Studies,‎ 2011
- (en) Valérie Gelézeau, « Beyond the 'Long Partition'. From Divisive Geographies of Korea to the Korean 'Meta-Culture' », European Journal of East Asian Studies,‎ 1er janvier 2010
- César Ducruet, Valérie Gelézeau, Stanislas Roussin, « Les connexions maritimes de la Corée du Nord. Recompositions territoriales dans la péninsule Coréenne et dynamiques régionales en Asie du Nord-Est », L’Espace géographique,‎ 2008, p. 208-224 (lire en ligne)
- (en) Valérie Gelézeau, « Changing Socio-Economic Environments, Housing Culture and New Urban Segregation in Seoul », European Journal of East Asian Studies,‎ 1er janvier 2008
- (en) Valérie Gelézeau, « Korean Modernism, Modern Korean Cityscapes, And Mass Housing Development: Charting The Rise Of Ap’At’ū tanji Since The 1960s », Korea Yearbook,‎ 2007, p. 165-191

## Biographie
- Sylvain Allemand, Comment je suis devenu géographe, Paris, Le Cavalier Bleu, 2007, 224 p. (ISBN 978-2846701778), p. 107-120